# Равнец (хижа)
Равнец е планинска хижа в Стара планина, в непосредствена близост до град Карлово. Представлява масивна двуетажна сграда с капацитет 30 места с общ вътрешен санитарен възел и баня. Разполага с кухня и столова. 
До хижата се стига пеш за около 2.5 часа при постоянно изкачване.

## Комуникации
Обхват за мобилни телефони през по-голямата част от изкачването има. Горе по-скоро няма никакъв или качеството е почти неизползваемо за разговор.
По пътеката нагоре, както и в самата хижа устойчиво се работи през рaдиолюбителски ретранслатор LZ0PLD.
В хижата е Наличен локален wifi Интернет.

## Съседни обекти
- хижа Васил Левски – 3 часа
- хижа Плевен - 6 часа
- заслон Ботев - 4.30 часа
- връх Ботев - 5 часа
- хижа Рай - 5.30 часа
- билна местност Равнец - 2 часа

## Изходни точки
- град Карлово – 2 часа